# Холминська волость
Холминська волость — історична адміністративно-територіальна одиниця Сосницького повіту Чернігівської губернії з центром у містечку Холми.
Станом на 1885 рік складалася з 17 поселень, 11 сільських громад. Населення — 8556 осіб (4373 чоловічої статі та 4183 — жіночої), 1379 дворових господарства.
|                     | Площа, десятин | У тому числі орної, дес. |
| ------------------- | -------------- | ------------------------ |
| Сільських громад    | 9686           | 5408                     |
| Приватної власності | 27359          | 4327                     |
| Іншої власності     | 94             | 70                       |
| Загалом             | 37139          | 9805                     |

Основні поселення волості:
- Холми — колишнє власницьке містечко при річці Убідь за 48 верст від повітового міста, 1409 осіб, 234 двори, православна церква, постоялий будинок, 3 лавки, бурякоцукровий завод, щорічний ярмарок 8 листопада. За версту — шкіряний завод із водяним млином і сукновальнею. За 15 верст — дігтярний завод.
- Жукля — колишнє власницьке село при річці Кістер, 501 особа, 95 дворів, православна церква, постоялий будинок, бурякоцукровий завод, 2 щорічних ярмарки: 20 липня та 1 жовтня.
- Козилівка — колишнє власницьке село при річці Убідь, 2194 особи, 367 дворів, православна церква, школа, постоялий будинок, водяний млин.
- Камка — колишнє власницьке село при струмкові, 769 осіб, 133 двори, постоялий двір.
- Рейментарівка — колишнє власницьке село при струмкові, 393 особи, 63 двори, постоялий двір, водяний млин, винокурний завод.
- Олешня — колишнє власницьке село при струмкові, 471 особа, 72 двори, постоялий двір, водяний млин.
- Самотуги — колишнє власницьке село при річці Убідь, 505 осіб, 69 дворів, постоялий будинок, водяний млин.
- Сядрине — колишнє власницьке село при річці Убідь, 383 особи, 61 двір, постоялий двір, водяний млин, цегельний завод.
- Тельне — колишнє власницьке село, 651 особа, 113 дворів.
- Ярошівка — колишнє власницьке село при річці Убідь, 675 осіб, 109 дворів, постоялий будинок.

1899 року у волості налічувалось 15 сільських громад, населення зросло до 12358 осіб (6348 чоловічої статі та 6010 — жіночої).